# Řád Francisca Condeho
Řád Francisca Condeho, celý název Řád za zásluhy brigádního generála Francisca Condeho (španělsky: Orden al Mérito „General de Brigade Francisco Conde“) je venezuelské vojenské vyznamenání založené roku 1992.

## Historie a pravidla udílení
Řád byl založen 23. dubna 1992. Udílen je vrchním velitelem armády příslušníkům Armády Venezuely za vynikající zásluhy.

## Insignie
Řádový odznak má tvar pětiramenného červeně smaltovaného kříže. Jednotlivá ramena jsou zakončena dvěma hroty. Uprostřed je zlatý kulatý medailon s portrétem generála Francisca Condeho. Medailon je lemován kruhy pokrytými modrým, červeným a modrým smaltem. Zadní strana je hladká, bez smaltu. Uprostřed je nápis ORDEN AL MÉRITO „GRAL. BGDA. FRANCISCO CONDE“.
Stuha široká 36 mm je červená s černými pruhy lemujícími oba okraje. Délka stuhy je 55 mm.

## Třídy
Řád je udílen ve třech řádných třídách:
- I. třída – Řádový odznak se nosí na stuze s rozetou a stříbrným proužkem nalevo na hrudi.
- II. třída – Řádový odznak se nosí na stuze s rozetou nalevo na hrudi.
- III. třída – Řádový odznak se nosí na stuze bez rozety nalevo na hrudi.